# Кампинья-де-Гвадалахара
Кампинья-де-Гвадалахара (исп. Campiña de Guadalajara)  — район (комарка) в Испании, входит в провинцию Гвадалахара в составе автономного сообщества Кастилия — Ла-Манча.

## Муниципалитеты
1. Аловера
2. Асукека-де-Энарес
3. Кабанильяс-дель-Кампо
4. Эль-Касар
5. Уманес
6. Марчамало
7. Уседа
8. Вильянуэва-де-ла-Торре
9. Юнкера-де-Энарес